# Liste von Kraftwerken in den Vereinigten Arabischen Emiraten
Die Kraftwerke in den Vereinigten Arabischen Emiraten werden sowohl auf einer Karte als auch in Tabellen (mit Kennzahlen) dargestellt.

## Installierte Leistung und Jahreserzeugung
Laut CIA verfügten die Vereinigten Arabischen Emirate (VAE) im Jahr 2020 über eine (geschätzte) installierte Leistung von 35,173 GW; der Stromverbrauch lag bei 122,386 Mrd. kWh. Der Elektrifizierungsgrad lag 2020 bei 100 %. Die VAE waren 2020 ein Nettoexporteur von Elektrizität; sie exportierten 0,257 Mrd. kWh und importierten 0,245 Mrd. kWh.
Laut der Energy Information Administration (EIA) stieg die installierte Leistung von 1,3 GW im Jahr 1980 auf 37 GW im Jahr 2021; die Jahreserzeugung stieg von 5,9 Mrd. kWh im Jahr 1980 auf 136 Mrd. kWh im Jahr 2021.
Der Übertragungsnetzbetreiber der VAE, die Abu Dhabi Transmission & Despatch Company (TRANSCO), gibt als installierte Bruttoleistung für das Jahr 2018 ca. 17 GW an. Die Spitzenlast lag 2018 bei 15,1 GW.
Installierte Leistung (in GW). Quelle: EIA
Jahreserzeugung (in Mrd. kWh). Quelle: EIA

## Karte
| Al Ain |

| Al Aweer |

| Al Dhafra |

| Al Taweelah |

| Barakah |

| Dschabal Ali |

| Dubal |

| Fujairah |

| Mohammed.bin.Rashid.Al.Maktoum |

| Noor.Abu.Dhabi |

| Ruwais |

| Sas Al Nakhl |

| Shams-1 |

| Shuweihat I |

| Umm Al Nar |

## Kernkraftwerke
| Name    | Block | Reaktortyp | Modell   | Status     | Netto- leistung in MW | Brutto- leistung in MW | Baubeginn  | Erste Netzsyn- chronisation | Kommer- zieller Betrieb (geplant) | Abschal- tung (geplant) | Einspeisung in TWh |
| ------- | ----- | ---------- | -------- | ---------- | --------------------- | ---------------------- | ---------- | --------------------------- | --------------------------------- | ----------------------- | ------------------ |
| Barakah | 1     | PWR        | APR-1400 | In Betrieb | 1337                  | 1417                   | 19.07.2012 | 19.08.2020                  | 01.04.2021                        | –                       | 29,17              |
| Barakah | 2     | PWR        | APR-1400 | In Betrieb | 1337                  | 1417                   | 16.04.2013 | 14.09.2021                  | 24.03.2022                        | –                       | 21,39              |
| Barakah | 3     | PWR        | APR-1400 | In Betrieb | 1337                  | 1417                   | 24.09.2014 | 10.10.2022                  | 24.02.2023                        | –                       | 11,63              |
| Barakah | 4     | PWR        | APR-1400 | In Betrieb | 1337                  | 1417                   | 30.07.2015 | 23.03.2024                  | 05.09.2024                        | –                       | –                  |

## Solarkraftwerke
| Name                           | Inst. Leistung (MW) | Typ                | Status     | Anmerkung                                                                  |
| ------------------------------ | ------------------- | ------------------ | ---------- | -------------------------------------------------------------------------- |
| Al Dhafra                      | 2100                | PV                 | in Betrieb |                                                                            |
| Mohammed bin Rashid Al Maktoum | 2427                | PV, Solarthermisch | in Betrieb | 2427 MW in Betrieb; 1300 MW in Bau; insgesamt 5000 MW geplant (laut en.wp) |
| Noor Abu Dhabi                 | 1200                | PV                 | in Betrieb |                                                                            |
| Shams-1                        | 100                 | Solarthermisch     | in Betrieb |                                                                            |

## Wärmekraftwerke
| Name         | Block | Inst. Leistung (MW) | Typ / Brennstoff | Status     | Anmerkung                                      |
| ------------ | ----- | ------------------- | ---------------- | ---------- | ---------------------------------------------- |
| Al Ain       |       | 428                 | Erdgas           | in Betrieb |                                                |
| Al Aweer     |       | 2825                | GT, Erdgas       | in Betrieb | 6 × 101 MW; 3 × 140 MW; 4 × 242 MW; 3 × 272 MW |
| Al Taweelah  |       | 4672                | GT, GuD, Erdgas  | in Betrieb | A1: 1673 MW; A2: 778 MW; B: 2221 MW            |
| Dubal        |       | 2000                | Erdgas           | in Betrieb |                                                |
| Fujairah     |       | 881                 | Erdgas           | in Betrieb |                                                |
| Dschabal Ali |       | 8600 (ca.)          | Erdgas           | in Betrieb |                                                |
| Ruwais       |       | 700                 | Erdgas           | in Betrieb |                                                |
| Sas Al Nakhl |       | 1706                | Erdgas           | in Betrieb |                                                |
| Shuweihat I  |       | 1615                | Erdgas           | in Betrieb |                                                |
| Umm Al Nar   |       | 790                 | Erdgas           | in Betrieb |                                                |

## Windparks
Ende 2022 waren in den VAE Windkraftanlagen (WKA) mit einer installierten Leistung von 1 MW in Betrieb.